# シックスナイン

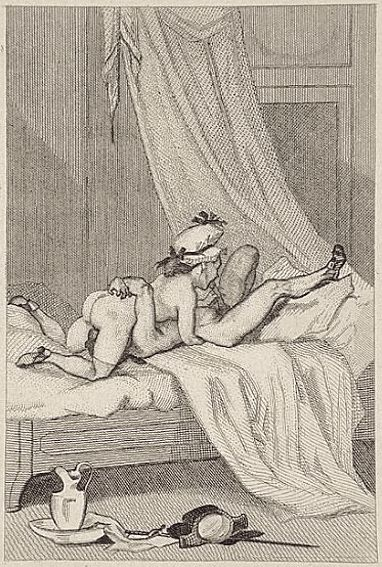
フェリシアン・ロップスが描くところのシックスナイン

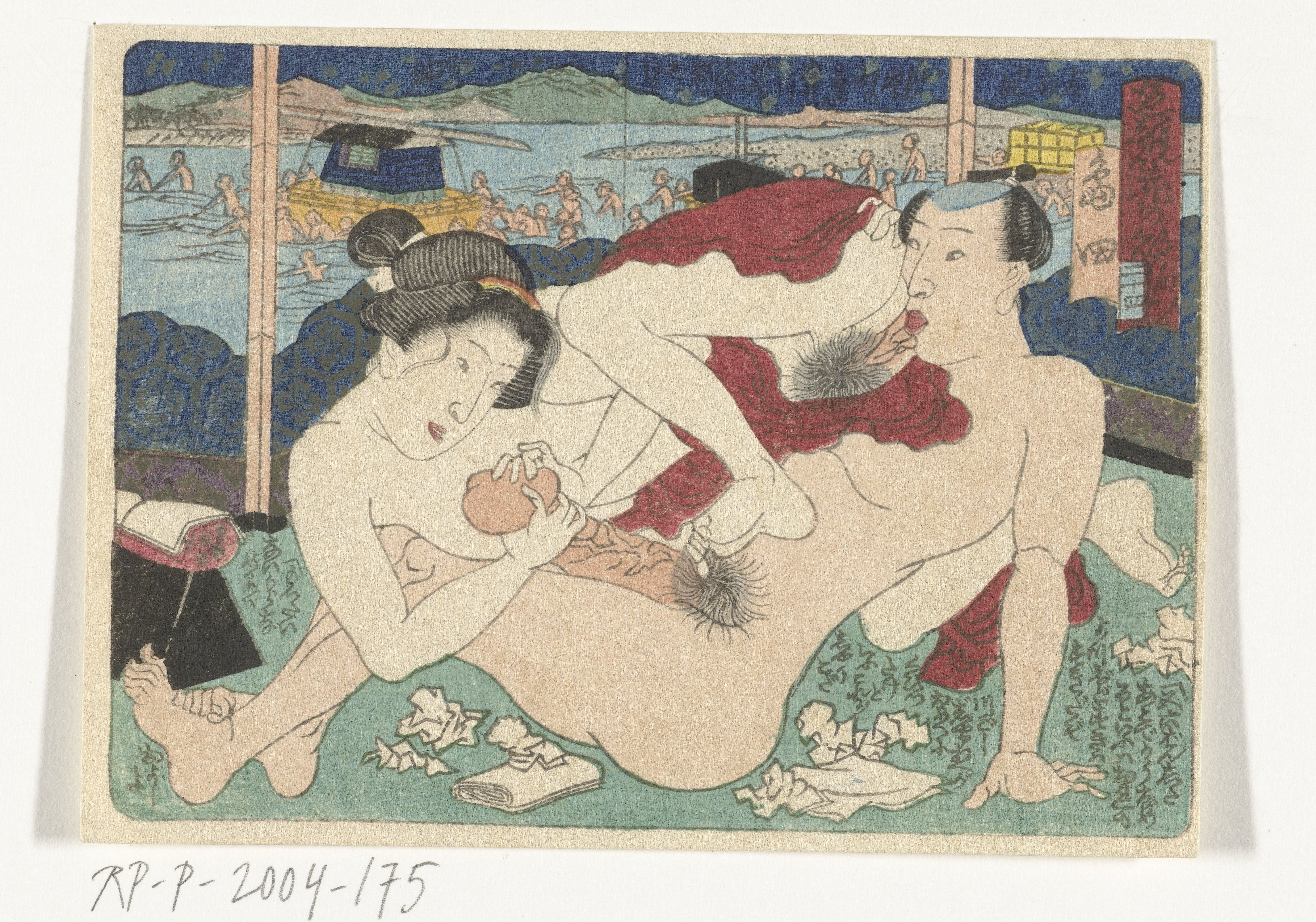
歌川国貞の春画に描かれたシックスナイン（アムステルダム国立美術館蔵）

シックスナインとは、男女または同性同士が双方の性器や肛門に唇や舌で刺激を与えながら性的興奮や快楽を求め合う、オーラルセックスの一種。

## 概説
ちょうど69の数字の形のように、双方の頭と足の位置が逆に（頭の位置が互い違いに）なる。英語ではsixty-nine。四十八手では、男性が上になった場合は互いについばむ様子から「椋鳥（むくどり）」、女性が上になった場合は「二つ巴」がこれに近い。前戯として行われる場合が多い。
男女ともに横になるシックスナインは「二つ巴」となる。女性が上になった場合は、「さかさ椋鳥（むくどり）」と言い、京都では「花見車」という雅称もあった（その体位を牛車に、女性器を花に見立てる）。

## 方法
一口にシックスナインと言っても、さまざまな方法がある。どちらかが上になる場合もあれば、添い寝で行うものもある。男女の身長差や体型の違いなどを考慮し、お互いが負担なくできる体勢で行う。
女性が上になるものが一般的とされている。男性側は頭部を浮かせて舐めるような状態になるので、長時間におよぶと首が疲れる場合がある
体格で大きく勝る男性が上に乗ってしまうと、女性がかなり苦しむことになるので、体格差が大きい場合は避ける体勢となる。
男女双方が一番楽に行えるシックスナインは、男女ともにリラックスして横になる「二つ巴」である。

## 歴史
「互いが同時に口交を行うこと」は英語圏ではフランス語のsoixante-neuf(69)という数字の形をもとに婉曲的に表現された。「soixante-neuf」という用語の起源は、1790年のフランスで出版された『娼婦達のカテキズム』というテロワーニュ・ド・メリクールが書いた文章にまでしか遡れない。インドのカーマ・スートラでは、シックスナインのことを、「カラスの性交」('congress of a crow'.)と表現している。

## インターネット・ミーム
セックスの体位に関連して、「69」はインターネット・ミームになり、ユーザーはその数字が現れると「素敵」(nice)という言葉で反応し、特に注目を集めている。これは、セックスの体位への言及が意図的であることを皮肉を込めてほのめかすという意味である。セックスの体位とその結果としてのミームとの関連性から、「69」はこれらのコミュニティでは「セックスナンバー」として知られるようになった。 これは420という数字が、「大麻のナンバー」(weed number)を象徴するのに似ている。